# Scey-Maisières
Scey-Maisières település Franciaországban, Doubs megyében. Lakosainak száma 289 fő (2022. január 1.). Scey-Maisières Malbrans, Cademène, Chassagne-Saint-Denis, Cléron, Épeugney, Montrond-le-Château, Tarcenay-Foucherans és Ornans községekkel határos.

## Népesség
A település népessége az elmúlt években az alábbi módon változott:
| Lakosok száma | 169  | 208  | 267  | 322  | 302  | 295  | 291  | 284  | 287  | 289  |
|               | 1968 | 1982 | 1990 | 2006 | 2013 | 2015 | 2017 | 2019 | 2020 | 2022 |